# Réseau de bus Seine Essonne Bus
Seine Essonne Bus était un réseau de bus organisé par Île-de-France Mobilités et exploité par le groupe Keolis à travers sa filiale Keolis Seine Essonne. Le réseau dessert principalement la communauté d'agglomération Grand Paris Sud et, dans une moindre mesure, la communauté de communes du Val d'Essonne. Celui-ci était composé de huit lignes régulières dont deux à vocation scolaire.

## Histoire
Le réseau urbain de Corbeil-Essonnes des Cars Gibert (devenu STA) est remanié dans les années 1990. Depuis et jusqu'en 2008, il était constitué des lignes:
- 01 A - Corbeil-Essonnes - La Nacelle ↔ Art de Vivre - Les Granges via la gare de Corbeil-Essonnes et Montconseil (desserte reprise par les lignes 301 et 303) ;
- 01 B - Corbeil-Essonnes - La Nacelle ↔ SNECMA via place de Montconseil, Centre-ville (desserte reprise intégralement par les lignes 301 et 303) ;
- 01 C - Gare de Corbeil-Essonnes ↔ Le Coudray-Montceaux - Terminal David-Douillet / via RN7 (Gendarmerie et Demi-Lune) ;
- 01 D - Corbeil-Essonnes - La Nacelle ↔ Évry-Courcouronnes - Gare routière (supprimée) ;
- 01 E - Corbeil-Essonnes - Art de Vivre - Les Granges ↔ Le Coudray-Montceaux - Terminal David-Douillet par la Place de Montconseil et le centre-ville (uniquement le dimanche, reprise intégralement par la ligne 301) ;
- 02 A - Corbeil-Essonnes Hôpital ↔ Saintry-sur-Seine / Morsang-sur-Seine via la gare de Corbeil-Essonnes (reprise intégralement par les lignes 302/312) ;
- 02 B - Navette Corbeil-Essonnes - Hôpital ↔ Corbeil-Essonnes Les Tarterêts via Nagis et la place Henri-Barbusse (supprimée en 2002-2003 (à la suite du prolongement de la ligne TICE 405 du lycée de Corbeil-Essonnes jusqu'à l'hôpital), reprise en partie par la ligne 300) ;
- 03 A - Corbeil-Essonnes RER D ↔ Gare de Villabé - Centre commercial ↔ Vert-le-Petit / Vert-le-Grand / Écharcon (reprise intégralement par les lignes 304/314) ;
- 03 B - Navette Corbeil-Essonnes - Gare de Moulin-Galant ↔ Centre-ville ou Les Tarterets-Lycée ↔ gare de Corbeil-Essonnes (desserte reprise en partie et prolongée sur les lignes 303/313) ;
- 04 - Navette circulaire Corbeil-Essonnes - Les Tarterets ↔ Gare de Corbeil-Essonnes ↔ Rive droite ↔ Centre-ville ↔ Lycée ↔ Les Tarterets (reprise en partie par la ligne 300) ;
- 05 - Navette circulaire Corbeil-Essonnes - Hôpital ↔ Place de Montconseil ↔ Rue du Bas-Coudray ↔ Centre-ville ↔ RN7 ou La-Nacelle / Moulin-Galant /Cité de l'Ermitage ↔ Hôpital (reprise en partie par la ligne 300) ;
- 08 - Corbeil-Essonnes - Hôpital ↔ Soisy-sur-Seine / Étiolles (ouverte en 2006, reprise en partie par la ligne 305).

Le réseau était géré par STA/Keolis ainsi que Veolia Transport Saint-Fargeau[réf. nécessaire].
Seule, la ligne 001 était exploitée en pool avec Veolia Saint-Fargeau et plus particulièrement sur les antennes C et E avec des Renault Agora et PR 180.2, les autres lignes étant uniquement exploitées chez STA avec des bus et cars Heuliez et Mercedes en livrée Trans'Essonne (Corbeil-Essonnes, Saintry-sur-Seine et Villabé).
À partir du lundi 4 mai 2009, les lignes du réseau Seine Essonne Bus changent de numéros et d'itinéraires. Les lignes 04 et 05 sont supprimées, ainsi que plusieurs annexes de la ligne 01 (la branche de La Nacelle est reprise par la ligne 303, la desserte de la RN7 est supprimée mais assurée par la ligne TICE 402, l'arrêt Résidence du Vert-Domaine au Coudray-Montceaux est supprimé), du tronçon Tarterets-Centre de la ligne 03B scolaire (la ligne est désormais directe entre le lycée de Corbeil-Essonnes et le centre commercial ATAC), ainsi que le tronçon Montconseil de la ligne 08. Par ailleurs, les services des lignes 301 et 303 sont prolongés jusqu'à 22 h 30 la semaine avec un passage toutes les 15 minutes aux heures de pointe et toutes les 30 minutes aux heures creuses. Ces deux lignes circulent également le dimanche et les jours fériés avec un passage toutes les 30 minutes tout au long de la journée.
Le réseau adopte le système d'information en ligne (SIEL) qui permet aux voyageurs de connaître l'heure de passage des prochains bus. Les poteaux sont identiques à ceux du réseau TICE avec une seule différence : les poteaux TICE sont de couleur verte tandis que ceux partagés avec Seine Essonne Bus sont de couleur vert foncé/kaki.
Le 18 mars 2013, la nouvelle ligne circulaire 300 est créé.

### Refonte SA 2019
Suite de la mise en place du nouveau plan de transport du RER D, le 10 décembre 2019 la ligne 303 voit son offre amélioré avec un bus toutes les 10 minutes aux heures de pointe et le passage d'un bus toutes les 20 minutes à un bus toutes les 15 minutes aux heures creuses. La ligne 305 est prolongé de Soisy-sur-Seine à la Gare Routière Seine de Juvisy, avec l'ajout d'un bus par heure aux heures creuses,.

### Ouverture à la concurrence
Le 1er août 2022, à la suite de l'ouverture à la concurrence du réseau de transport en commun francilien, la ligne 314 est intégrée au réseau de bus Essonne Sud Est.
Au 1er janvier 2024 l’ensemble du réseau (300, 301, 302, 303, 304, 305, 312 et 313) doit être intégré dans la délégation de service public numéro 23. Le 28 juin 2023, c’est l’exploitant Keolis qui est désigné comme exploitant du futur réseau de bus Évry Centre Essonne.

## Exploitation

### Entreprise exploitante
Le réseau est exploité par l'entreprise Keolis Seine Essonne, filiale du groupe Keolis. Le siège social de la société est situé à Ormoy.

### Dépôt
Les véhicules ont leur centre-bus à Ormoy, situé au no 110 Avenue des Roissy Hauts, jusqu’en 2022 où il déménage sur la rue de la Plaine d’Ormoy. Le dépôt a également pour mission d'assurer l'entretien préventif et curatif du matériel. L'entretien curatif ou correctif a lieu quand une panne ou un dysfonctionnement est signalé par un machiniste.

### Matériel roulant

#### Bus standards
| Constructeur  | Modèle          | Nombre | Numéros de parc                      | Période de mise en service  | Affectation | Observation                                                                                            |
| ------------- | --------------- | ------ | ------------------------------------ | --------------------------- | ----------- | --- |
| Mercedes-Benz | Citaro          | 3      | 528-530                              | Juillet 2005 ; octobre 2006 | -           | Réformés                                                                                               |
| Mercedes-Benz | Citaro Facelift | 11     | 532-542                              | Mai 2009 ; décembre 2010    | -           | - |
| Mercedes-Benz | Citaro C2       | 17     | 544-548, 921-922, 924-926 et 930-939 | Mai 2015 à Juin 2021        | -           | Nos 921-922, 924-926 et 930-934 en livrée IDFM ; à partir du n°933, les bus sont des ex-Keolis Vélizy. |

#### Bus articulés
| Constructeur  | Modèle      | Nombre | Numéros de parc  | Période de mise en service    | Affectation | Observation              |
| ------------- | ----------- | ------ | ---------------- | ----------------------------- | ----------- | ------------------------ |
| Mercedes-Benz | Citaro GC 2 | 4      | 517-518, 903-904 | Septembre 2014 ; octobre 2018 | -           | N°903-904 en livrée IDFM |

#### Midibus
| Constructeur | Modèle | Nombre | Numéros de parc | Période de mise en service  | Affectation | Observation |
| ------------ | ------ | ------ | --------------- | --------------------------- | ----------- | ----------- |
| Heuliez Bus  | GX 137 | 4      | 923, 927-929    | de Novembre 2017 à Mai 2019 | -           | Livrée IDFM |

## Galerie de photographies

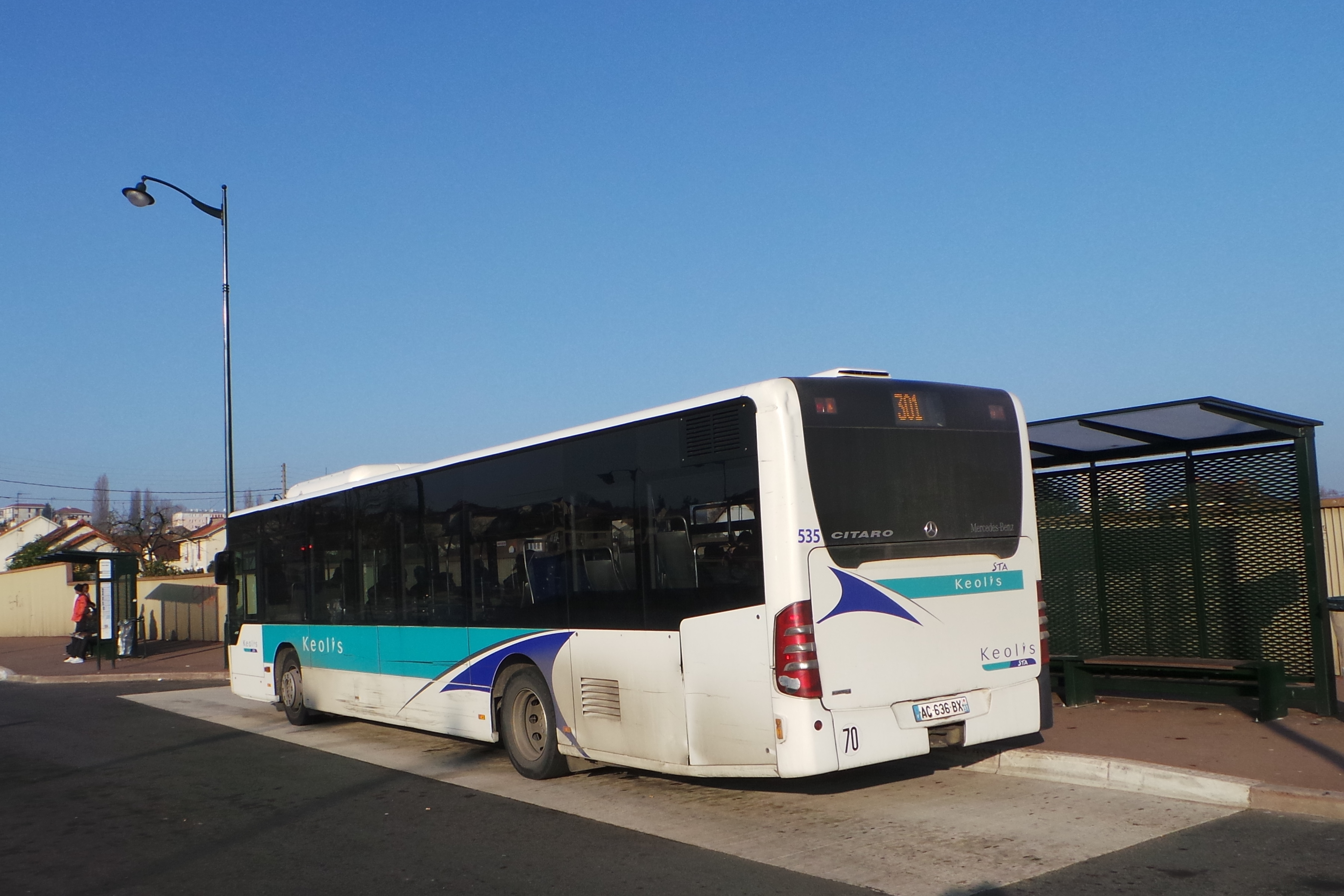
Le Citaro Facelift no 535 sur la ligne 301 à la gare routière de Corbeil-Essonnes.
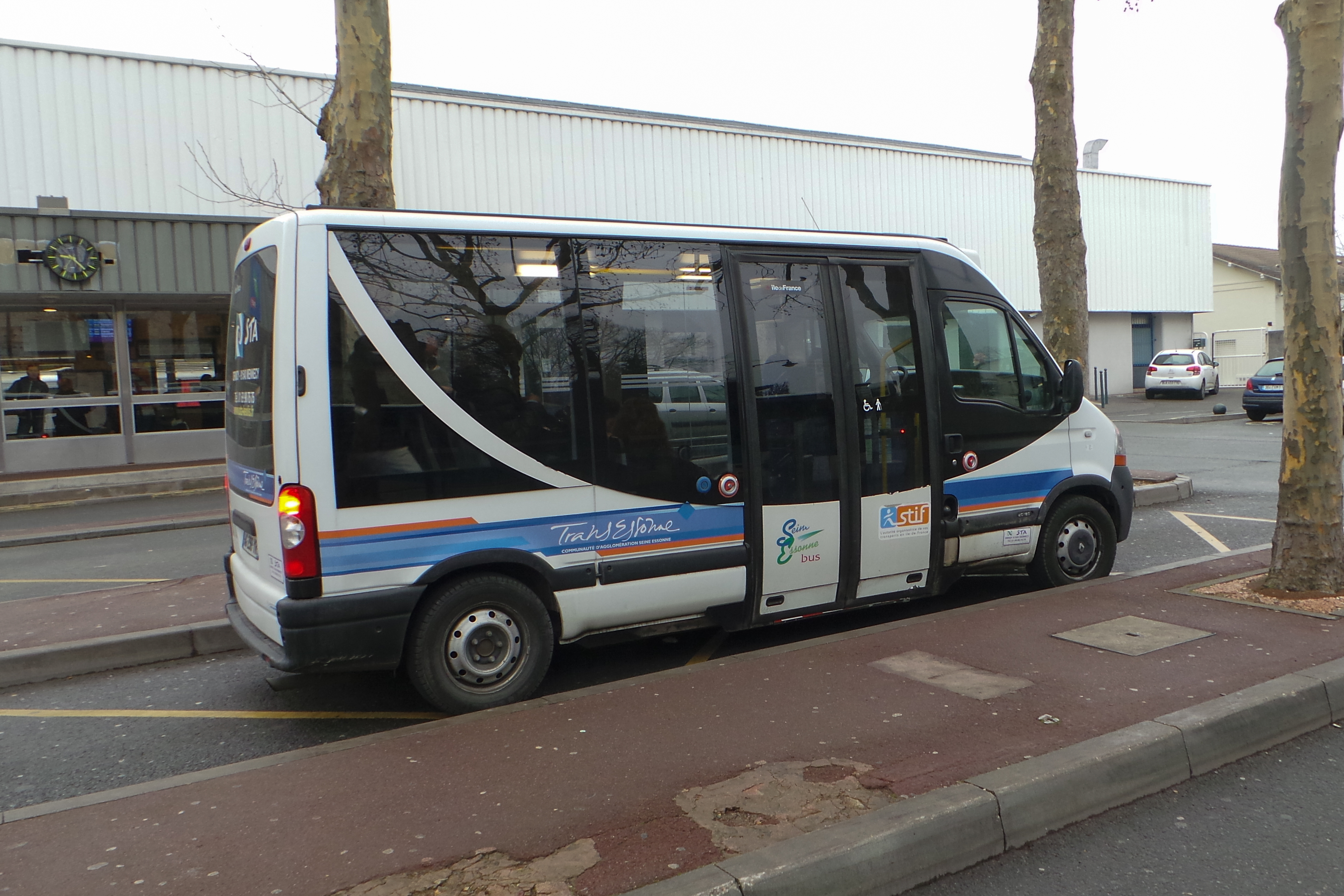
Le Master no 531 sur la ligne 305 à la gare routière de Corbeil-Essonnes.